# Jehonville Air Base
Jehonville Air Base är en flygbas i Belgien. Den ligger i den sydöstra delen av landet, 120 km sydost om huvudstaden Bryssel. Jehonville Air Base ligger 458 meter över havet.
Terrängen runt Jehonville Air Base är huvudsakligen platt. Jehonville Air Base ligger uppe på en höjd. Närmaste större samhälle är Bertrix, 4,6 km sydost om Jehonville Air Base. 
Omgivningarna runt Jehonville Air Base är en mosaik av jordbruksmark och naturlig växtlighet. Runt Jehonville Air Base är det ganska tätbefolkat, med 58 invånare per kvadratkilometer.